# Щелкуны посевные
Щелкуны посевные (лат. Agriotes) — род жуков-щелкунов.

## Описание
Щелкуны средних и мелких размеров. Тело большей частью бурое. Усики у самцов и самок слабо пиловидные, начиная с четвёртого сегмента. Швы переднегруди двойные, прямые, спереди более или менее углублённые. Задний отросток переднегруди едва наклонённый. Бедренные покрышки задних тазиков по направлению назад сужаются более или менее сильно и неравномерно. Сегменты лапок без лопастинок.

## Экология
Обитают в лесах, на лугах и на пахотных угодьях. Проволочники — многоядные, преимущественно фитофаги, развиваются главным образом в почве, реже в подстилке и гнилой древесине, некоторые виды являются вредителями культурных растений.

## Список видов
Щелкунов этого рода насчитывается более 160 видов, некоторые из них:
- Agriotes aequalis Schwarz, 1891
- Agriotes acuminatus (Stephens, 1830)
- Agriotes andalusiacus Franz, 1967
- Agriotes brevis Candeze, 1863
- Agriotes caspicus Heyden in Heyden & Kraatz, 1883
- Agriotes corsicus Candèze, 1863
- Agriotes curtus Candèze, 1878
- Agriotes ellenicus Cate & Platia, 1997
- Agriotes flavobasalis Heyden, 1889
- Agriotes graecus Franz, 1967
- Agriotes gurgistanus (Faldermann, 1835)
- Agriotes infuscatus Desbrochers des Loges, 1870
- Agriotes laevicarinatus Platia & Gudenzi, 1999
- Agriotes lineatus (Linnaeus, 1767)
- Agriotes litigiosus (Rossi, 1792)
- Agriotes lundbergi Platia, 1989
- Agriotes magnanii Platia & Gudenzi, 1996
- Agriotes meticulosus Candèze, 1863
- Agriotes pallidulus (Illiger, 1807)
- Agriotes paludum Kiesenwetter, 1859
- Agriotes pavesii Platia & Gudenzi, 2001
- Agriotes rufipalpis Brullé, 1832
- Agriotes siciliensis Pic, 1912
- Agriotes sordidus (Illiger, 1807)
- Agriotes strigosus Kiesenwetter, 1858
- Agriotes tauricus Heyden, 1882
- Agriotes turcicus Candèze, 1863
- Agriotes gallicus Boisduval & Lacordaire, 1835
- Agriotes medvedevi Dolin, 1960
- Agriotes modestus Kiesenwetter, 1858
- Agriotes obscurus (Linnaeus, 1758)
- Agriotes pilosellus (Schönherr, 1817)
- Agriotes proximus Schwarz, 1891
- Agriotes reitteri Schwarz, 1891
- Agriotes sputator (Linnaeus, 1758) typus
- Agriotes starcki Schwarz, 1891
- Agriotes ustulatus (Schaller, 1783)